# پارک ملی زیگالگا
پارک ملی زیگالگا (انگلیسی: Zigalga National Park) یک پارک ملی حفاظت‌شده در استان چلیابینسک کشور روسیه است.